# Sphagnum hertelianum
Sphagnum hertelianum är en bladmossart som beskrevs av H. Crum 2002. Sphagnum hertelianum ingår i släktet vitmossor, och familjen Sphagnaceae. Inga underarter finns listade i Catalogue of Life.